# Woodland (Georgia)
Woodland è una città degli Stati Uniti d'America, situata in Georgia, nella Contea di Talbot.